# Cybister crassipes
Cybister crassipes är en skalbaggsart som beskrevs av Sharp 1882. Cybister crassipes ingår i släktet Cybister och familjen dykare. Inga underarter finns listade i Catalogue of Life.